# Resident Evil: Ostatni rozdział
Resident Evil: Ostatni rozdział (oryg. Resident Evil: The Final Chapter) – amerykański horror fantastycznonaukowy z 2016 roku na podstawie serii gier komputerowych Resident Evil studia Capcom. Za reżyserię odpowiadał Paul W.S. Anderson na podstawie własnego scenariusza. Główną rolę zagrała Milla Jovovich, a obok niej wystąpili: Iain Glen, Ali Larter, Shawn Roberts, Eoin Macken, Fraser James, Ruby Rose, William Levy i Rola, japońska modelka.
Jest szóstym, zamykającym serię Resident Evil filmem, w którym Alice musi wrócić do Ula, laboratorium pod Racoon City, aby powstrzymać korporację Umbrella przed zniszczeniem ostatnich ocalałych z apokalipsy ludzi.

## Obsada
- Milla Jovovich – Alice/Alicia Marcus
- Iain Glen – dr Alexander Isaacs
- Ali Larter – Claire Redfield
- Shawn Roberts – Albert Wesker
- Eoin Macken – Doc
- Fraser James – Razor
- Ruby Rose – Abigail
- William Levy – Christian
- Rola – Cobalt
- Ever Anderson – młoda Alicia/Czerwona Królowa
- Mark Simpson – James Marcus

## Produkcja

### Rozwój projektu
We wrześniu 2012 roku, po sukcesie kasowym filmu Resident Evil: Retrybucja, Rory Bruer z Sony Pictures zapowiedział powstanie kolejnego film z serii oraz powrót Milli Jovovich do roli Alice. W wywiadzie dla „Forbes” z października tego samego roku producent Samuel Hadida oświadczył, że planowanie są dwie kolejne części serii, a także możliwość rebootu. W grudniu 2012 Paul W.S. Anderson poinformował, że zajmie się reżyserią Resident Evil 6, ma to być ostatni film serii, a niektóre z postaci dwóch pierwszych filmów miały powrócić. W czerwcu 2013 Milla Jovovich napisała na Twitterze, że premiera filmu została przesunięta z 12 września 2014 na 2015. Początek zdjęć został zaplanowany na koniec 2013 roku, kiedy to Anderson miał zakończyć pracę nad filmem Pompeje.
W kwietniu 2014, przemawiając na Międzynarodowym Festiwalu Filmowym w Pekinie, Anderson ujawnił, że wkrótce rozpocznie prace nad scenariuszem filmu. Potwierdził również, że film powstanie w technologii 3D, a aktorka Li Bingbing ponownie wcieli się znaną z poprzedniej części Adę Wong. W czerwcu tego samego roku reżyser ogłosił roboczy tytuł filmu – Resident Evil: The Final Chapter – i potwierdził, że to ostatni film serii. Zdjęcia na planie miały rozpocząć się w sierpniu 2014 w Południowej Afryce, jednak zostały opóźnione przez ciążę Jovovich.

### Zdjęcia
Okres zdjęciowy rozpoczął się 18 września 2015 w Kapsztadzie. Zdjęcia do filmu powstawały między innymi w okolicach tamy Hartbeespoort w RPA, w studiu filmowym Village Roadshow Studios w Gold Coast w Australii, Brisbane i na Wyspie Magnetycznej. Prace na planie zakończyły się 9 grudnia. Film został nagrany kamerami 2D i skonwertowany w postprodukcji do 3D.

#### Wypadek i śmierć na planie
Podczas nagrywania scen kaskaderskich z udziałem motoru dublerka Milli Jovovich, Południowoafrykanka Olivia Jackson, zderzyła się z dźwigiem kamerowym i przez dwa tygodnie pozostawała w śpiączce farmakologicznej. Kaskaderka odniosła liczne i poważne obrażenia twarzy i klatki piersiowej, a jej lewe ramię musiało zostać amputowane. W wyniku śledztwa ustalono, że doszło do awarii dźwigu, przez co nie mogło być odsunięte na czas. W 2019 Olivia Jackson pozwała producentów za „przedkładanie względów finansowych ponad bezpieczeństwo”. Zarówno ona, jak i operator dźwigu oskarżyli reżysera o niepoinformowanie dublerki o zmianie w sposobie kręcenia sceny, a także o wprowadzenie w błąd w kwestii ubezpieczenia, które nie obejmowało urazów, ani opieki medycznej. Olivia Jackson wygrała proces.
Drugi wypadek miał miejsce 3 grudnia, kiedy to członek ekipy Ricardo Cornelius zginął przygnieciony przez wojskowego Hammera, wypożyczonego od armii amerykańskiej jako rekwizyt.

## Nagrody i wyróżnienia
W 2017 roku film otrzymał Złote Runo (Golden Fleece) w konkursie Golden Trailer Awards.